# Osyridocarpos
- Commons
- Wikispecies

Osyridocarpos é um género botânico pertencente à família Santalaceae.